# Galaxias tanycephalus
Galaxias tanycephalus é uma espécie da família Galaxiidae.
É um pequeno peixe de água doce, com uma série de marcas cinzas ao longo das costas e dos lados superiores. É endêmico do Lago Arthurs e do Lago Woods no Planalto Central, na Tasmânia, Austrália. 
É principalmente uma espécie que vive em lagos, com adultos buscando o abrigo de vegetação aquática, rochas e pedregulhos ao redor das margens dos lagos. 
A truta-marrom é uma ameaça para esta espécie.